# Phomatospora nypicola
Phomatospora nypicola är en svampart som beskrevs av K.D. Hyde & Alias 1999. Phomatospora nypicola ingår i släktet Phomatospora, ordningen kolkärnsvampar, klassen Sordariomycetes, divisionen sporsäcksvampar och riket svampar.   Inga underarter finns listade i Catalogue of Life.